# Асис Бразил
Вижте пояснителната страница за други значения на Асис Бразил.
Асис Бразил е град – община в бразилския щат Акри, на тройната граница между Бразилия, Перу и Боливия. Общината е част от икономико-статистическия микрорегион Бразилея, мезорегион Вали до Акри. Населението ѝ към 2010 г. е 6075 жители, а територията е 2875,915 km² (2,1 д./km²).

## Наименование
Общината е кръстена на Жоакин Франсиско ди Асис Бразил, посланик, който изиграва важна роля, заедно с барона на Рио Бранко и Пласидо ди Кастро, по „въпроса на Акри“, завършил с подписването на Договора от Петрополис между Бразилия и Боливия, по който се гарантира собствеността на земите на територията на Акри, както и правото на експлоатация на каучук в региона.

## История
Първите жители на общината са тримата братя Фрейри, които идват тук от щата Мараняу през 1908 година. Белармино Фрейри, Поликарп и Дурвал Фрейри се установяват край брега на река Акри, в близост до Марко Рондон.
На 1 март 1963 г. Асис Бразил печели общинска автономност по силата на Щатския Закон № 588 от 14 май 1976 г., отделяйки се от община Бразилея.
Висенти Беса е първият префект (кмет) на Асис Бразил.

## География
Асис Бразил се намира на тройната граница между Бразилия, Перу и Боливия. Граничи на север с община Сена Мадурейра, на изток с Бразилея, на юг — с Перу и Боливия и на запад — с Перу. Общината е част от икономико-статистическия микрорегион Бразилея, мезорегион Вали до Акри.
Населението на общината към 2010 г. е 6075 души, а площта ѝ е 2875.915 km2 (2,11 д/km²).

## Култура

### Гастрономия
Печената риба мандин(?) (mandim) е едно от традиционните ястия в общината.